# 尋夢
《尋夢》是一部衛斯理系列科幻小説，由香港科幻小説家倪匡所寫，系列編號45。故事內容主要探討前世今生的因果關係，故事橫跨兩個時代，而用一個夢串聯起來，結果卻相當具有戲劇性。作者在序中表示，這是他最喜歡的故事，因為他認為結構十分完整，曲折離奇，把兩個不同時代的事件交雜在一起，不但有意料之外的結果，而且對因果作了十分大膽的設想，在衛斯理系列並不常見。

## 故事大綱

### 一個不斷重複的怪夢
成功商人楊立群，從小到大一直在重複同一個夢，而且年齡越大，作那個夢的次數就越多。而在做那場夢的次數，幾乎是每晚重復時，他去找心理學家簡云。而簡云是衛斯理的朋友，衛斯理偶而在簡云的診所，以助手的名義在那兒替人解夢。

### 夢中的前世化身
在楊立群的夢中，他化身為一個叫小展的年青人，在一個油坊中，先是被三個男人（王成、梁柏宗和曾祖堯）毒打，逼問被藏起了的珠寶下落，後來為了秘密不被洩露，竟被一個自己所愛慕、名叫翠蓮的女子用刀殺死，直到夢醒以後，甚至仍感到有被刺的痛楚。

### 另一個人的怪夢
另一方面，較早前白素給衛斯理介紹了一個名叫劉麗玲的女子，而她由小至大開始，亦跟楊立群一樣不斷重複地做着相同的夢，不同的是在夢境中，劉麗玲正是那個一刀將小展殺死的女子翠蓮。為怕楊立群報仇，衛斯理未有向楊立群透露劉麗玲的身份。

### 三十多年前的謀殺案
楊立群只有獨自去到徐州調查，終於尋到已經年老的小展之弟，證實到多年前在其中一個油坊中，果然曾有一個叫小展的人被殺死，鎮上的「破鞋」(即妓女)翠蓮當時誣指王成是兇手，而疑兇王成以及其餘毒打小展的二人下落不明。只有楊立群心裡知道，真正的兇手是翠蓮。而所謂「藏起了的珠寶」，則是在此事發生不久之前，有幾個客商路經此地，被謀殺而所有財物不翼而飛，當時警方指小展嫌疑極大，而王成則為小展的證人，提供小展的不在場證據。從調查所得，衛斯理和白素已初步地假設相信，楊、劉二人不約而同的夢都是他們前生的記憶。

### 熱戀中的男女
其時兩人仍不知對方是誰，只知道有這個人。至於姓名其他資料一無所知。其後在衛斯理和白素的住所門口，楊立群和劉麗玲終於認識對方，更火速戀上對方，二人亦繼續一起做那個「夢」，只不過二人看到對方半夜驚醒。以為只是每個人自己的個人問題。不知道對方都是做同一個「夢」。

### 行為怪誕終於殺人
後來劉麗玲的前夫胡協成出現在楊立群和劉麗玲面前，楊立群竟起了一股無法解釋的衝動，用刀將胡協成殺死，直接刺入胸口。在醫院中胡協成死前「迴光反照」的時候，向衛斯理透露前生的事情，原來他前世正是王成。是當年欺騙小展，將毒菇粉偽稱蒙汗藥，在茶桶中放毒毒死客商，企圖奪走黃金的人，也是在南義油坊中毒打展大義的三個人之一，及後卻被翠蓮『黑吃黑』，帶走所有黃金。還誣指他是兇手。而楊劉二人亦在宴會上得知，翠蓮帶著當日「藏起了的珠寶」。到了香港，成為了富翁，已經過世。

### 前世業今生還
為了與劉麗玲常相廝守。楊立群打算離婚。妻子孔玉貞遲遲不簽字。豈料在一次清晨車禍中，楊立群竟然開車撞死了孔玉貞，也就是他夢中油坊裡拿旱煙袋的老梁。原來楊立群早已知道孔玉貞的前生也就是當年的梁柏宗。

### 因果糾纏的絲線
楊立群駕車「不慎」撞死了與其感情已趨冷淡的妻子孔玉貞，卻因為有人證明他意外殺人，不用負法律責任。這讓衛斯理十分不滿，聲言再也不管他們的事。最後，在一次爭執糾纏間，劉麗玲竟然一刀刺向楊立群，因果糾纏的雙方。終於將問題一次解決。即使已經知道了對方前生的身份，楊立群始終無法接受再度被劉麗玲所殺。楊立群臨死之際，劉麗玲告訴他，這可能是因為，他在『再前生』對劉麗玲所做的壞事，要令他死在劉麗玲手裏兩次，而楊立群死前，默然接受這個猜測。最後在法庭上劉麗玲被判無罪，離開香港。
本故事亦曾經被改編成廣播劇、電視劇。

## 漫畫
- 香港漫畫家楊孝榮 發表了衛斯理《尋夢》漫畫
  - 出版社：晨星出版社

## 廣播劇
- 香港商業電台以粵語於1987年星期一至五，每日下午三時正首播《尋夢》廣播劇，合共15集。為商台衛斯理廣播劇系列第十五個故事。
  - 監製：金貴
  - 改編：唐寧
  - 配音
    - 朱子聰 飾演 衛斯理
    - 錢佩卿 飾演 白素
    - 陳永信 飾演 郭則清（小郭）
    - 馮天衡 飾演 黃堂
    - 楊廣培 飾演 楊立群 前生(小展)
    - 葉麗玲 飾演 劉麗玲 前生(翠蓮)
    - 莫佩雯 飾演 孔玉貞 前生(梁柏宗)
    - 金貴 　飾演 胡協成 前生(王成)
    - 盧雄 　飾演 簡雲
    - 陳森 　飾演 李得富
    - 陳永信 飾演 老孫
    - 吳忠泰 飾演 方律師
    - 甄錦華 飾演 高級警官

## 電視劇
- 新加坡電視台於1998年播放《衛斯理傳奇》的《輪迴》原名(尋夢)，是華人地區之中首個以現代作背景的衛斯理系列電視劇。
  - 陶大宇 飾演 衛斯理
  - 鄭惠玉 飾演 白素

- 無綫電視(TVB)《衛斯理》（The 'W' Files），香港無綫電視翡翠台劇集，於2003年6月2日首播，監製張乾文，八個故事共30集。《尋夢》為其中一個被改編的故事。故事背景則設定為1930年代的上海，角色和情節都與原著也較大的差異。
  - 罗嘉良 飾演 衛斯理
  - 蒙嘉慧 飾演 白素
  - 郭晉安 飾演 楊立群
  - 向海嵐 飾演 劉麗玲
  - 劉玉翠 飾演 孔玉貞

參見衛斯理_(無綫電視劇集)
| 前任者： 044 玩具       | 衛斯理系列（按編號） 045                               | 繼任者： 046 後備 |
| 前任者： 連鎖、願望猴神 | 衛斯理系列（按連載時序） 1980年5月31日至1980年10月13日 | 繼任者： 第二種人 |